# Robert MacNaughton
Robert MacNaughton (Nueva York, 19 de diciembre de 1966) es un actor estadounidense, más conocido por su actuación como Michael, el hermano mayor de Elliott en E.T. el Extra-Terrestre de Steven Spielberg, por el cual ganó el Premio Artista Joven en 1983 como mejor actor joven secundario en una película.
Siguiendo sus actuaciones en I Am the Cheese y algunas películas hechas para la televisión, se trasladó a Phoenix en 1994 para seguir una carrera en el teatro —con poco éxito— y finalmente se convirtió en un cartero para el Servicio Postal de los Estados Unidos a finales de 1990. En septiembre del 2002, se casó con su antigua novia Jennifer Butler, con quien tiene un hijo, Noah.